# Kerbtal am Brunskamp
Koordinaten: 51° 43′ 0″ N, 7° 59′ 22″ O
Das Naturschutzgebiet (NSG) Kerbtal am Brunskamp liegt im Ortsteil Lippborg in der Gemeinde Lippetal in Nordrhein-Westfalen.

## Lage und Beschreibung
Das offiziell 6,50 ha große Naturschutzgebiet befindet sich im Westen Lippetals unmittelbar an der Kreisgrenze der Kreise Soest und Warendorf in den Ausläufern der Beckumer Berge. Das NSG liegt nahe der Autobahn 2 auf halber Länge zwischen den Anschlussstellen Hamm-Uentrop und Beckum. Nördlich der Kreisgrenze schließt das größere NSG „Brunsberg und Kerbtal am Brunsberg“ unmittelbar an. 200 m weiter westlich beginnt das noch deutlich größere NSG Uentruper Wald. Der geschützte Bereich umfasst einen Teilabschnitt des Kerbtals mit Wald und Quellgebiet. Außerdem findet man dort besondere erdgeschichtliche Strukturen. Die NSG-Schlüsselnummer lautet SO-032R2.

## Geschichte
Das NSG existiert seit 1993.

## Einzelnachweis
1. 1 2  Naturschutzgebiete und Nationalpark Eifel in NRW - Fachinformation - Gebietslisten - Naturschutzgebiete gesamt - NSG Kerbtal am Brunskamp. Abgerufen am 22. Februar 2019.